# Техрик-е Талибан Пакистан
Техрик-е Талибан Пакистан (урду تحریک طالبان پاکستان‎, дословно — «Пакистанское движение „Талибан“»), ТТП, также пакистанский «Талибан» (урду پاکستانی طالبان‎) — радикально-исламистская боевая организация, построенная по зонтичному принципу. Базируется в Федерально управляемой территории племён. Представляет собой объединение большинства (не всех) пакистанских группировок, действующих в граничащих с Афганистаном районах Пакистана, созданное в декабре 2007 года Байтуллой Мехсудом на основе общих целей: сопротивление «прозападному» пакистанскому правительству, установление непосредственного (неконституционного, недемократического) шариата в Пакистане, мусульманской Индии, сопротивление войскам НАТО на территориях Пакистана и Афганистана.
ТТП не объединена с афганским Талибаном, однако эти группировки тесно сотрудничают, особенно в борьбе против НАТО. Они отличаются в своей истории, незначительно — в целях. В обеих организациях в активной части преобладают пуштуны. После победы Талибана в войне в Афганистане пакистанские талибы объявили о своей лояльности новой власти страны, в свою очередь афганские талибы отвергают обвинения в поддержке ТТП и отрицают присутствие организации на территории Афганистана.

## История

### Основание и становление организации
Предпосылками к основанию Техрик-е Талибан Пакистан были операции пакистанской армии против отступивших на территорию Пакистана организаций, сражавшихся с НАТО в Афганистане (Талибан, ИДУ, СИД, Аль-Каида), проведенные в Зоне Племен в начале 2002 года, которые были частью более широкой войны против Аль-Каиды. Во время этих операций пакистанские военные обнаружили на данной территории значительное количество иностранных боевиков, включая чеченцев, узбеков и арабов, которые прибыли в поддержку афганских талибов.
В июле 2002 года, впервые за 55 лет, пакистанские войска вошли в долину Тира в провинции Хайбер-Пахтунхва. Вскоре они продвинулись в долину Шаваль в Северном Вазиристане, а затем и в Южном Вазиристане. Данное продвижение стало возможным только после продолжительных переговоров с лидерами местных племён, которые с неохотой согласились на присутствие пакистанской армии на своих территориях.
С началом военных действий в Южном Вазиристане, ряд племён осознал, что это может быть попыткой установить над ними контроль, и отказался выдавать иностранных боевиков. Неудачная стратегия пакистанских военных привела к тому, что военная кампания превратилась в необъявленный конфликт между местным населением и пакистанской армией.
Многие лидеры ТТП — ветераны войн в Афганистане. Они поддержали Талибан в борьбе против НАТО, предоставляя ему бойцов, тренировочные лагеря, материальную помощь. С 2004 года племенные группы, образовавшие позже ТТП, стали бороться за влияние в Зоне Племён, периодически то нападая, то мирясь с официальным Ислам-Абадом. Во время этих споров погибло около 200 старейшин соперничающих племён. Пакистанские аналитики не раз отмечали, что удары американских беспилотников по Зоне Племён увеличивают напряжённость в регионе. Например, выделяют удар по медресе в Баджауре, который стал поворотным моментом в истории Техрик-е Нафаз-е Шариат-е Мохаммади.
В декабре 2007 года было объявлено создание Техрике-Талибан Пакистан под руководством Байтуллаха Мехсуда. 25 августа 2008 года пакистанские власти запретили организацию, заморозили счета и активы, запретили публикацию в СМИ, объявили награду за нескольких лидеров ТТП.
В декабре 2008 и январе 2009 в Пакистане действовала делегация во главе с бывшим узником Гуантанамо муллой Абдуллахом Закиром, направленная муллой Омаром чтобы объединить группы в составе ТТП ради общей цели и призвать к сотрудничеству с афганским Талибаном. Байтуллах Мехсуд, Хафиз Гуль Бахадум и Маулави Назир объединились, организовав Шура Иттихадиль-Муджахидин (Советы союза муджахидов). В распространённом на урду заявлении говорилось, что эти трое отложили в сторону все разногласия и присягнули на верность мулле Омару и Усаме бин Ладену. Однако, вскоре после объявления, совет распался.

### Борьба за пределами Пакистана
В одном из видео, распространённых ТТП в 2010 году, один из членов организации, Кари Мехсуд, назвал города в США основной целью ТТП после многочисленных обстрелов американских беспилотников.
ТТП взял на себя ответственность за взрыв объектов ЦРУ в Кэмп Чемпен в Афганистане, а также в попытке взрыва на Таймс-Сквер в мае 2010.
В июле 2012 года угрожал напасть на Мьянму, желая защитить мусульман-рохинджа, притесняемых местными буддистами в Аракане. Представитель ТТП Ихсануллах потребовал пакистанское правительство разорвать все отношения с Мьянмой и закрыть её посольство в Ислам-Абаде. ТТП обещал атаки на объекты интересов Мьянмы в Пакистане в случае, если эти требования не будут выполнены. Однако, так как ТТП всё ещё сражается в Пакистане, возможность нападения на другие государства со стороны организации была поставлена под сомнение.

#### Участие в сирийском конфликте
Техрик-е-Талибан создал свои лагеря и послал несколько сот своих боевиков в Сирийском конфликте для борьбы против режима Башара Асада и в знак укрепления связей с Аль-Каидой. СМИ сообщили о создании базы пакистанских талибов в Сирии. Один из пакистанских командиров талибов заявил: «Поскольку наши арабские друзья пришли помочь нам сюда, то мы должны в свою очередь помогать им в их странах, что мы и делаем в Сирии».

### Конфликт в руководстве
В августе 2009 года при атаке американского беспилотника погиб Байтуллах Мехсуд. Вскоре в ТТП проводился совет по поводу преемника убитого лидера. Источники в правительстве Пакистана сообщали, что тогда начались боевые столкновения между сторонниками Хакимуллаха Мехсуда и Валиур-Рахмана. Пакистанские телеканалы сообщали о смерти Хакимуллаха в ходе перестрелки, но глава МВД Рахман Малик не подтвердил эти слухи.
18 августа пакистанские службы безопасности объявили о захвате Маулави Умара, главного пресс-секретаря ТТП. Ранее он отрицал смерть Байтуллаха, теперь же он подтвердил его гибель в результате ракетного удара. Также он признал, что после этой смерти в ТТП начались внутренние разногласия. После захвата Маулави Умара, Маулана Факир Мухаммад объявил BBC что берёт на себя временное управление ТТП, а основным представителем организации будет служить Муслим Хан. Также он утверждал, что Байтуллах Мехсуд не был убит, а умер от болезни. Далее Маулана Факир постановил, что решения в ТТП будут приниматься только после совета с каждым из лидеров входящих в неё групп. «Совет Техрике-Талибан состоит из 32 человек, и ни одно важное решение не может быть принято без участия каждого из них» — сказал он в интервью BBC. Также Маулана Факир сообщил агентству Франс Пресс, что и Хакимуллах Мехсуд, и Валиур-Рахман одобрили его кандидатуру временного главы ТТП. Сразу после этого заявления (его публично не подтвердил ни один боец организации) появились слухи о том, что Маулана Факир стал лидером в результате вооружённой борьбы за власть. Эти слухи активно подогревались пакистанским агентством Dawn News.
Два дня спустя Маулана Факир сошёл с поста временного главы ТТП, объявив, что лидером избран Хакимуллах Мехсуд. Также он заявил, что совет 32 избрал Аззама Тарики основным представителем ТТП вместо Муслима Хана.
С приходом Хакимуллаха ТТП вновь активизировала практику атак смертников на пакистанских военных и госслужащих, а также мусульманских сектантов — шиитов, ахмадитов, суфистов.
Источники в правительстве Пакистана и ТТП сообщали, что Хакимуллах Мехсуд погиб от ран после нападения беспилотника в январе 2010 года. По неподтверждённым сообщениям из агентства Оракзай, после этого временным руководителем ТТП стал Малик Нур Джамаль (он же Маулана Туфан).
Reuters, со ссылкой на The Express Tribune, сообщало, что в июле 2011 года позиции Хакимуллаха Мехсуда ослабли после мятежа Фазала Саида Хаккани, лидера ТТП в регионе Куррам. Хаккани разногласил с Мехсудом в вопросе нападения на гражданских (в том числе сектантов-шиитов, ахмадитов и суфистов). В документе, приписываемом Мехсуду, указано: «Это выглядит, будто он (Фазал Саид) сейчас просто шпион в наших рядах… Вряд ли у него есть связь с командирами в других регионах. Сейчас он в полной изоляции, мало кто из ТТП знает, где он.»
В декабре 2011 года в The Express Tribune описывалось, как «сеть рушится, денег у неё нет, а внутренние разногласия усиливаются». По данным рядовых членов ТТП, усиливаются разногласия в руководстве ТТП по поводу допустимости переговоров с правительством Пакистана. Спустя год высокопоставленные военные Пакистана скажут, что Мехсуд потерял контроль над группировкой, а Валиур-Рахман станет новым её лидером. Тогда же появилось видео, где Мехсуд и Валиур-Рахман сидят вместе, а Мехсуд объявил, что сведения об их борьбе всего лишь пропагандистские вбросы.

### Признание террористической организацией
1 сентября 2010 года США признали ТТП иностранной террористической организацией, а Хакимуллаха Мехсуда и Валиур-Рахмана — особо опасными международными террористами. Госдеп США обещает награду в 5 миллионов долларов за любую информацию о местонахождении этих людей. Признание «иностранной террористической организацией» в США означает запрет на сотрудничество с организацией и право заморозить её счета и активы.
В январе и июле 2011 года правительства Британии и Канады соответственно признали ТТП террористической организацией.

### Присоединение части талибов к ИГ
10 января 2015 года в интернете появилось видео, где бывший представитель Техрик-е Талибан Пакистан Абу Умар Макбуль (известный как Шахидуллах Шахид) объявил, что несколько подразделений талибов объединяются под руководством Хафиза Саида Хана из Оракзая и присягают Абу Бакру аль-Багдади, лидеру «Исламского государства». В видео на арабском с субтитрами на пушту объявляется присяга некоторых отрядов, а также демонстрируется отрубание головы пакистанскому военному. По сообщению, лидер пакистанских талибов Мулла Фазлуллах, не присягнул на верность ИГ, так как в настоящее время находится в бегах в связи с продолжающимся военными действиями на Севере Вазиристана, направленными на искоренение его группировки. Присягнули ИГ следующие группировки и племена: род Камбар-Хель (агентство Хайбер), род Гуль-Бали (Баджаур), род Хузейфа (округ Дир), известный афганский богослов шейх Абдур-Рахим Муслим Дост (объявлял о поддержке ИГ и ранее), отряды Гулям-Расуль (Вазиристан), отряды Ансар-уль-Муджахидин (Вазиристан), отряды Кари Харуна (провинция Кунар), отряды Абу Абдул-Ллаха (провинция Нангархар), а также «многие люди от Карачи до Кабула и Кундуза», среди них Хафиз Саид Хан (Оракзай), Гуль Заман аль-Фатих (агентство Хайбер), Умар Мансур (указан как «представитель Красной мечети в Исламабаде»), Саад аль-Имарати (провинция Логар), Убайд-Уллах Пешавари (глава «Отрядов единобожия и джихада» в Пешаваре), Джаввад (представитель Абдуль-Кахира Хурасани, главы группировки «Герои Ислама», ранее уже присягнувшего ИГ), Шейх Мухсин (полевой командир из Кунара), Тальха (полевой командир из Марвата), Хафиз Давлят Хан (полевой командир из округа Куррам), Халид Мансур (полевой командир из округа Хангу), Шейх Муфтий Хасан (полевой командир из Пешавара).

## Структура организации
Главным отличием структуры ТТП от структуры Талибана является слабость центрального командования и разрозненность входящих в ТТП групп, объединённых враждой к пакистанскому правительству. Некоторые аналитики склонны представлять ТТП как свободную сеть разрозненных групп, различных по размеру и уровню подготовки. Группы, входящие в ТТП, обычно ограничиваются своими местными сферами влияния и часто не имеют возможностей для расширения территории.
Изначально Байтуллах Мехсуд был избран главой, амиром ТТП. Далее в иерархии организации шёл Хафиз Гуль Бахадур — наиб (заместитель) амира. Третьим по влиянию был Маулана Факир Мухаммад.
В ТТП входили члены из всех семи агентств Зоны Племён, а также нескольких районов провинции Хайбер-Пахтунхва, например Сват, Бунер, Танк, Дера Исмаиль Хан, Банну, Лакки Марват, Кохистан, Малаканда и др. По некоторым оценкам, в 2008 году в ТТП входило 30 — 35 тысяч бойцов, однако сложно судить о надёжности таких оценок.

### Лидеры

#### Нынешние
- Шейх Халид Хаккани — наиб (заместитель) амира ТТП[48], глава главной шуры (совета)[49][50];
- Шакиль Ахмад Хаккани (псевдоним — Кари Шакиль) — глава шуры ТТП по политическим вопросам[50][51][52];
- Шахрияр Мехсуд (псевдоним — Шахбаз) — глава ТТП в Северном Вазиристане[53];
- Хан Саид (псевдонимы — Саджна Мехсуд, Халид Саджна) — глава ТТП в Южном Вазиристане[54];
- Абдуль-Вали (псевдонимы — Умар Халид, Умейр Халифа[55]) — глава ТТП в Моманде,[56] а также руководитель некоторых отрядов, таких как Джундуллах, Джайше-Усама[55]. Ранее был главой ТТП в долине Тира[51][57];
- Муфтий Нур Вали — глава ТТП в Карачи[58];
- Асматуллах Муавия — глава ТТП в Панджабе,[59] глава отряда Джунуде-Хафса[60];
- Мангал Баг Африди — глава Лашкаре-Ислам (в округе Хайбар), ключевого союзника ТТП[61];
- Аднан Рашид — глава Ансаруль-Асиф («Помощники страдальцам», отряд ТТП для освобождения заключённых)[62];
- Мухаммад Ариф (псевдоним — Кака, «Дядя») — глава ТТП в Дарра Адам Хель[63];
- Маулана Абу Бакр — амир ТТП в округе Баджаур[51][64];
- Шах Джахан — амир ТТП в округе Сваби[65];
- Хаммад — кадый (шариатский судья) ТТП[51];
- Халид Сайфуль-Мухаджир — глава медиа-отделения ТТП[66].

#### Бывшие
- Маулана Фазлуллах — «Радио Мулла», нынешний амир ТТП, непосредственный глава Талибана в долине Сват; убит 13 июня 2018 года.
- Хафиз Саид Хан — амир ТТП в округе Оракзай[67][68]; Перешёл в ИГ, назначен амиром вилаята Хурасан.
- Маулана Гуль Заман аль-Фатих — амир ТТП в округе Хайбар[69]; Перешёл в ИГ.
- Муфтий Хасан Свати — глава ТТП в Пешаваре[70]; Перешёл в ИГ.
- Хафиз Даулат Хан (псевдоним — Хафиз Ахмад) — амир ТТП в Курраме[71]; Перешёл в ИГ.
- Байтуллах Мехсуд — первый амир ТТП (умер в 2009 году)[4][72];
- Хакимуллах Мехсуд — второй амир ТТП[72][73] и амир отряда Джундуллах[74] (умер 1 ноября 2013 года)[75][76];
- Валиур-Рахман Мехсуд — наиб амира ТТП и глава талибов в Южном Вазиристане[77] (умер 29 мая 2013 года)[78][79];
- Абдуллах Бахар Мехсуд — наиб амира ТТП и советник Хакимуллаха Мехсуда (умер 1 ноября 2013 года)[80];
- Кари Хуссайн Мехсуд — заместитель Байтуллаха Мехсуда[81] (умер 7 октября 2010 года)[82];
- Маулави Мухаммад Ифтихар — входил в шестёрку влиятельнейших руководителей в ТТП, бывший глава Лал-Масджид (умер 14 октября 2011 года)[83];
- Мулла Дадуллах — глава ТТП в Баджауре (умер 24 августа 2012)[84];
- Маулави Аббас Вазир — глава ТТП в Ване (умер 21 декабря 2012)[85];
- Вали Мухаммад Мехсуд (псевдоним — Туфан «Буря») — связан с отрядом фидаинов (смертников)[86], глава ТТП в Ване[87] (умер 21 января 2014)[88];
- Тарик Африди (псевдоним — Гидар) — командир ТТП в округе Хайбар, Пехаваре, Кохате, Ханге (умер 29 августа 2012)[89][90][91];
- Маулави Сайфуддин — глава ТТП в Банну (умер 19 ноября 2013)[92];
- Асматулла Шахин Бхитани — бывший глава верховной шуры ТТП (умер 24 февраля 2014)[49][93][94][95][96];
- Маулави Фархад Узбаки — глава отряда Ансар аль-Муджахидин (умер 21 января 2014)[97];
- Ахунзада Аслам Фаруки — бывший глава ТТП в округе Оракзай[68][98];
- Маулави Малик Нур Джамаль (псевдоним — Мулла Туфан «Мулла-Буря») — бывший глава ТТП в Курраме[71];
- Латиф Мехсуд (также Латифуллах Мехсуд) — наиб амира ТТП и глава талибов Мираншаха (арестован 5 октября 2013)[74][99];
- Факир Мухаммад — наиб амира, с марта 2012 — рядовой боец ТТП (арестован 18 февраля 2013)[91][100][101][102];
- Суфи Мухаммад — лидер Техрик-е Нафаз-е Шариат-е Мохаммади в долине Сват (арестован 5 июня 2009)[103].
- Маулави Назир — западная часть южного Вазиристана. Скончался 2 января 2013 года[104][105][106].

#### Пакистанские талибы, не входящие в ТТП
- Хафиз Гуль Бахадур — предполагаемый амир ТТП в Северном Вазиристане[4], недавно стал оцениваться как про-пакистанский талиб. Полность сосредоточен на войне с НАТО в Афганистане[10];
- Бахаваль Хан Вазир (псевдоним — Салахуд-Дин аль-Аййуби) — преемник Маулави Назира[104][107];
- Маулави Назир — глава талибов в западной части Южного Вазирситана (умер 2 января 2013)[14][104][108][109];
- Кари Зайнуддин Мехсуд — соперник Байтуллаха Мехсуда (умер 23 июня 2009)[110].

### Официальные представители

#### Нынешние
- Мухаммад Раис Хан Мехсуд (псевдонимы — Аззам Тарик[111], Асимуллах Асим Мехсуд[112][113]) — пресс-секретарь ТТП в Южном Вазиристане и пресс-секретарь талибов племени Мехсуд[114];
- Дауд Мехсуд (также Хаджи Дауд[115] и просто Дауд[116]) — пресс-секретарь ТТП в Северном Вазиристане под руководством Шахрияра Мехсуда[53][117];
- Умар Мукаррам Хурасани — пресс-секретарь талибов округа и племени Моманд[118][119][120];
- Мухаммад Африди — пресс-секретарь ТТП в округах Дарра Адам Хель и Хайбар[121];
- Сираджуддин Ахмад — пресс-секретарь ТТП в долине Сват[122];
- Умейр Африди — представитель Лашкаре-Ислам (агентство Хайбар)[123];
- Ахмад Марват — представитель отряда Джундуллах[124];
- Абу Хамза — пресс-секретарь отряда Джайше-Усама[125].

#### Бывшие
- Шейх Абу Умар Макбуль (псевдоним — Шахидуллах Шахид) — главный представитель ТТП[126][127][128] и представитель талибов в агентстве Оракзай[129]; За поддерку ИГ был уволен в октябре 2014 года[130].
- Абу Басыр — представитель отряда Ансаруль-Муджахидин[131]; Перешёл в ИГ.
- Саджад Моманд (псевдоним — Ихсануллах Ихсан)[132] — до 9 июля 2013 г. главный представитель ТТП[119][133];
- Саид Моманд (псевдонимы — Маулави Умар, Абдуль-Вали[134]) — ближайший помощник Байтуллы Мехсуда (арестован 17 августа 2009)[135][136];
- Муслим Хан — временный главный представитель ТТП после смерти Байтуллаха Мехсуда (арестован 11 сентября 2009)[137];
- Икрамуллах Моманд (псевдонимы — Икрамуллах Тураби, Кари Икрамуллах) — пресс-секретарь талибов Моманда (арестован 28 декабря 2013)[119][138][139][140][141][142];
- Асад Саид (псевдоним — доктор Асад) — пресс-секретарь талибов Моманда[52][143][144];
- Мухаммад Сулейман — пресс-секретарь ТТП в Ване[87][114];
- Юнус Хан (псевдоним — Абдур-Рашид Лашкари) — пресс-секретарь Лашкаре-Ислам (умер 22 сентября 2013 года)[145][146].

### Медиа
Медиа-отделением ТТП является агентство «Омар» (предположительно в честь муллы Омара). «Омар медиа» предоставляет возможность увидеть внутреннюю жизнь ТТП. В основном видео делаются на урду или на пушту с субтитрами на урду. В сентябре 2012 года ТТП создало страницу на Facebook, по словам Ихсануллы Ихсана, «страница была создана на время, до того как будет создан собственный веб-сайт ТТП». В спецслужбах считали, что страница являлась местом вербовки для медиа-отдела ТТП. Вскоре страница была удалена администрацией Facebook.